# Haya (groupe)
Haya, écrit HAΨA sur scène (en mongol : ᠬᠠᠶᠠᠭ᠎ᠠ ; en mongol cyrillique : Хаяа ; bordure ou marge en mongol) ; chinois simplifié : HAYA乐团 ou 哈雅乐团 ; chinois traditionnel : HAYA樂團 ou 哈雅樂團 ; pinyin : hāyǎ yuètuán ; litt. « orchestre haya », en anglais : Haya Band) est un groupe de musiques du monde mongol et jazz de Chine groupe notamment connu par sa chanteuse Daiqing Tana. Daiqing Tana et plus occasionnellement les autres musiciens, y chantent en mongol et mandarin et quelquefois tibétain, un même titre pouvant être interprété dans plusieurs de ces langues dans leur chansons. Les instruments utilisés dans leur musique sont chant et flûte, morin khuur, guitare acoustique, guitare basse, percussions.
Les thèmes interprétés sont autour de la Mongolie, la steppe, le Tibet, du bouddhisme (« Ongmanibamai ») et différents thèmes sur la vie.
Dans son quatrième album, Migration, elle chante les paysages de hautes steppes de la province du Qinghai 
Parmi les titres à succès, on peut citer « Lac Qinghai » (青海湖), mélangeant tibétain (introduction), mandarin et mongol (par ordre) dans le même enregistrement.

## Composition du groupe
- Quan Sheng 全胜, quán shèng, producteur, morin khuur
- Daiqing Tana (chinois : 代青塔娜 / 黛青塔娜, dàiqīng tǎnà / mongol cyrillique : Дайчин Тана, originaire de la Préfecture autonome mongole et tibétaine de Haixi, dans la province du Qinghai (khökhnuur en mongol) est la principale chanteuse du groupe et flûtiste.
- Chen Xibo (陈希播, chén xībō), né en 1981, dans le District de Horqin, en Mongolie-Intérieure, guitare acoustique, morin khuur
- Bao Yin (宝音, bǎo yīn), né en 1976 à Chifeng, Mongolie-Intérieure, batterie, percussions, khöömii
- Eric Lattanzio, né en 1980 en France, guitare basse à 5 cordes, ingénieur du son.

## Discographie
- 2007 : Wolf Totem / 狼图腾, láng túténg
- 2009 : Silent Sky / 寂静的天空, jìjìng de tiānkōng
- 2010 : Light / 灯, dēng
- 2011 : Migration / 迁徙, qiānxǐ
- 2014 : Crazy Horse / 疯马, fēngmǎ

## Concerts
- 2007, HAYA Concert au Beijing Star Live Hall, à Pékin, Chine
- 2008, Asian Album Summit à Tokyo, Japon
- Mai 2010, Asian Art Festival, à Colombus aux États-Unis
- Août 2010, Erdos International Nadamu Music Festival, Ordos, Mongolie-Intérieure, Chine.
- Octobre 2010, Lijiang Snow-mountain Music Festival, Lijiang, Yunnan, Chine
- 16 janvier 2011, India Cultural Art Festival Inde
- 24 janvier 2011, Cannes World Music Festival, Cannes, France
- 5 novembre 2012, XXVI festival internacional de música de Macau, Macao, Chine[4]
- juillet 2015, Surrey Fusion Festival, Surrey (Vancouver), Canada[5]